# Следую своим курсом
«Сле́дую свои́м ку́рсом» — односерийный художественный фильм, военная драма о Великой Отечественной войне на Чёрном море и обороне Севастополя, снятый в 1974 году режиссёром Вадимом Лысенко на Одесской киностудии.

## Сюжет
Июнь 1942 года. Великая Отечественная война. Уже не один раз корабли Черноморского флота прорывались к Севастополю и доставляли оружие и боеприпасы в блокированный с суши город. Экипажи двух эсминцев опять идут в город, чтобы оказать помощь жителям осаждённого Севастополя. Но в морском боевом походе гибнет от фашистской авиации эсминец «Дерзкий», а эсминец «Стремительный» прорвался в порт. Но самые тяжелые испытания выпадают морякам на обратном пути на Кавказ, когда перегруженный ранеными «Стремительный» стремится в родной порт.

## В ролях[3]
- Улдис Лиелдиджс — Сергей Михайлович Ельцов, командир эсминца «Стремительный»
- Сергей Мартынов — Андрей Пересветов, комиссар эсминца «Стремительный»
- Игорь Комаров — Евгений Николаевич Чекрыгин, писатель
- Юрий Орлов — Алексей Гонтарев, командир эсминца «Дерзкий»
- Вячеслав Говалло — боцман
- Валентина Егоренкова — Людмила, жена Гонтарева, военврач
- Юрий Мысенков — Павел, матрос из Севастополя
- Виктор Маляревич — морской пехотинец
- Олег Корчиков — майор, пехотинец
- Александр Кайдановский — Миша, корреспондент
- Элгуджа Бурдули — Аракелов, матрос, механик
- Владимир Марченко — Щукин
- Герман Юшко — Бондаренко, комендант порта Новороссийска

## Съёмочная группа[3]
«Есть во флоте флажный сигнал, для понимающих жутковатый и зловещий: 
«Следую своим курсом». 
Случается, в бою или при торпедной атаке просто нет возможности застопорить ход и спасать качающихся на волнах людей, поскольку чёткий приказ это недвусмысленно запрещает, у капитана другое задание, которое он обязан выполнять в первую очередь, что бы ни творилось вокруг.
И тогда на мачте взвиваются флаги, составляющие звучащий смертным приговором сигнал, корабль идёт, не сбавляя хода и не меняя курса - прямо по чернеющим в воде головам...»
- Автор сценария: Эдуард Талунтис
- Режиссёр: Вадим Лысенко
- Оператор: Леонид Бурлака
- Художник: Юрий Богатыренко
- Композитор: Евгений Стихин
- Песня на стихи Григория Поженяна

## Награды
На 8-м Всесоюзном кинофестивале 1975 года в Кишинёве фильм получил специальный приз, вторую премию за лучшую мужскую роль (актёр Улдис Лиелдиджс).